# Csapadékmérő

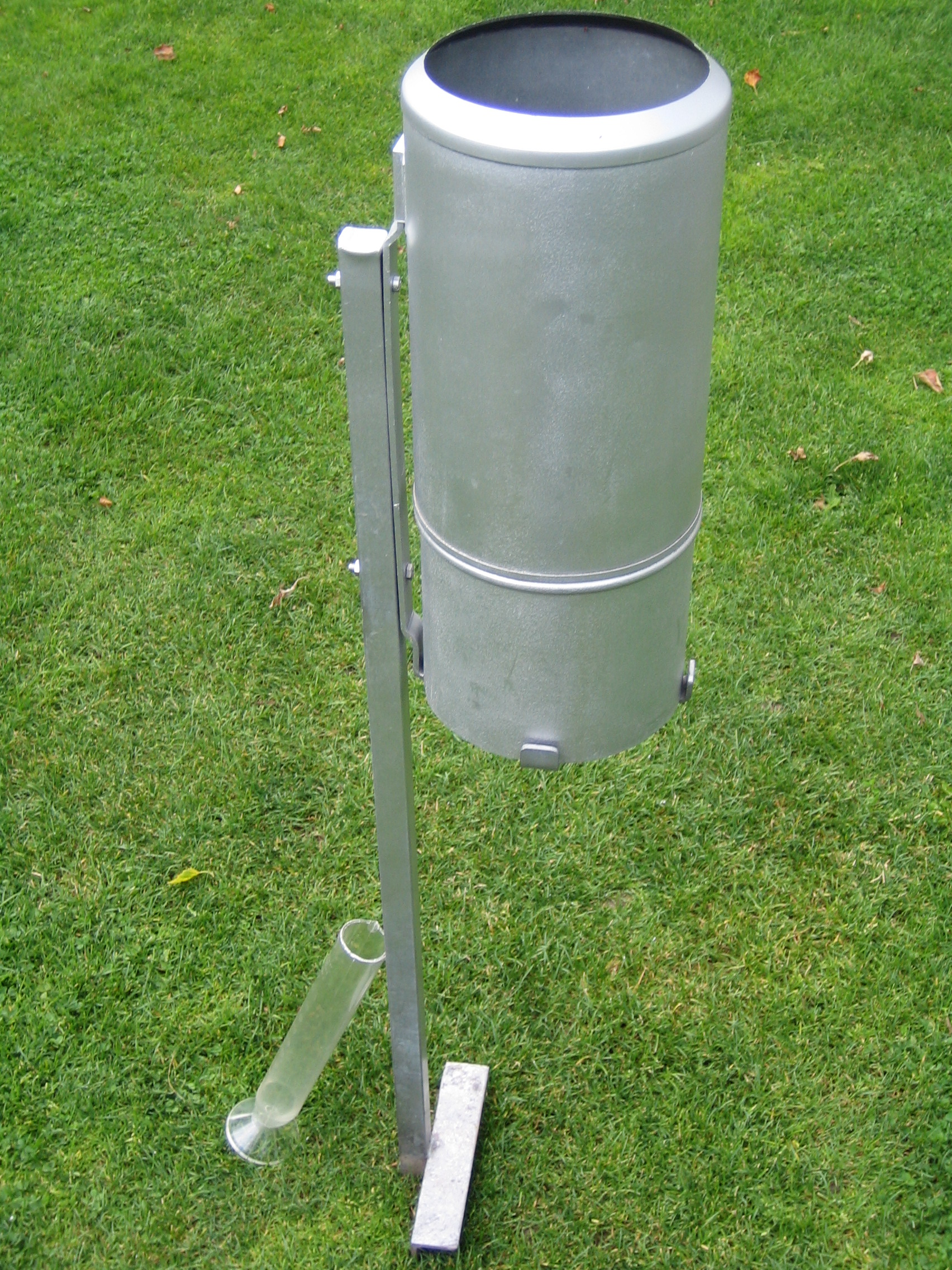
Hellmann-rendszerű csapadékmérő

A csapadékmérő olyan – általában henger alakú – eszköz, mellyel a lehulló csapadék mennyiségét határozhatjuk meg. A csapadékot egész és tized milliméterekben mérik. 1 mm csapadék egy négyzetméteren egyenlő 1 liter vízzel (például: 0,1 mm csapadék = 1 dl, 10 mm csapadék = 10 l stb.) A csapadékmérő befogadó felületének 1 m magasan kell elhelyezkednie.
A csapadék mennyiségét napi szinten értelmezik, nagyobb mennyiség esetén óránként.

## Hivatalos mérő
A hivatalos (Hellmann-rendszerű) csapadékmérő 3 fő részből áll: egy felfogó egységből, egy tárolóedényből és egy mérőhengerből. A felfogó egység felülete 200 négyzetcentiméter.

## Amatőr mérő

A billenőkanalas csapadékmérő működése

Amatőr mérések céljára be lehet szerezni olcsó digitális műszereket is, de jóval olcsóbban lehet kapni skálázott műanyaghengereket, melyeket kihelyezésük után minden mérésnél kézzel kell üríteni. 
A digitális műszerek súly alapján határozzák meg a lehullott csapadék mennyiségét. Ezek a műszerek két fő részből állnak: egy belső egységből, mely LCD-ből és kezelőgombokból áll, illetve egy külső, csapadékfelfogó egységből, melyen egy kis rádióadó helyezkedik el, így vezeték nélküli a kapcsolat a műszerrel. A legáltalánosabb a 433 illetve a 868 MHz-en működő csapadékmérő. Míg az előbbinél általában 25–30 m a rádiós jel hatótávja, addig az utóbbinál a 80–100 m a jellemző. 
A digitális csapadékmérők külső, csapadékfelfogó egysége két fő részből áll: a felfogó palástból, mely általában egy folyamatosan szűkülő henger, amely egy kis tölcsérben végződik, illetve két kanálból. A tölcsér a billenőkanálhoz vezeti a vizet, melyek egy kis tengelyen helyezkednek el.
Működése: a csapadék a felfogó palástba hullik, majd belecsöppen az egyik billenőkanálba. Mikor elérte az adott súlyt a víz, a kanál a tengelyen elbillen, ezáltal kifolyik belőle a víz. Ezután már a másik kanálba folyik a víz.